# Wela Blagoewa
Wela Wiktoria Blagoewa (bulgarisch Вела Благоева; * 29. September 1859 in Weliko Tarnowo; † 21. Juli 1921 in Sofia) war eine bulgarische Schriftstellerin und Publizistin.

## Leben
Gemeinsam mit ihrem Ehemann Dimitar Blagoew, dem späteren Begründer der Bulgarischen Kommunistischen Partei, gab sie 1885 die erste sozialistische Zeitung Bulgariens, die Sywremennij Pokasatel heraus. Im Jahr 1905 gründete sie eine sozialdemokratische Frauengruppe.
Sie verfasste Romane, Erzählungen, Novellen sowie Studien über bulgarische Literatur.